# Sielsowiet zamostjański
Sielsowiet zamostjański (ros. Замостянский сельсовет) – jednostka administracyjna (osiedle wiejskie) wchodząca w skład rejonu sudżańskiego w оbwodzie kurskim w Rosji.
Centrum administracyjnym sielsowietu jest słoboda Zamostje.

## Geografia
Powierzchnia sielsowietu wynosi 70,37 km².

## Historia
Status i granice sielsowietu zostały określone ustawami z 2004 i z 2010 roku.

## Demografia
W 2017 roku sielsowiet zamieszkiwało 3019 mieszkańców.

## Miejscowości
W skład sielsowietu wchodzą miejscowości: Zamostje, Agronom, Bondariewka, Mirnyj, Puszkarnoje.